# Van Imhoff (schip, 1914)
De Van Imhoff was een Nederlands koopvaardijschip van de rederij Koninklijke Paketvaart Maatschappij, dat in de Tweede Wereldoorlog door een Japans gevechtsvliegtuig tot zinken werd gebracht. Meer dan 400 Duitse geïnterneerde burgers verdronken.

## Geschiedenis
De Van Imhoff werd in 1914 gebouwd door Maatschappij Fijenoord in opdracht van de Koninklijke Paketvaart Maatschappij, nadat het eerste gelijknamige schip in 1911 zonk.
Het schip is vernoemd naar gouverneur-generaal Gustaaf Willem van Imhoff en had een lengte van 103 meter en een brutoregistertonnage van 2980.
Het koopvaardijschip vervoerde vanuit Nederlands-Indië voornamelijk producten voor de Nederlandse en inheemse handel, waaronder tabak, zout en steenkolen. Later werd het ook ingezet voor het overbrengen van bestuursambtenaren naar verscheidene eilanden.

## Laatste reis
De schepen van de Koninklijke Paketvaart Maatschappij, en zo ook de Van Imhoff, werden bij het uitbreken van de Tweede Wereldoorlog door de Nederlandse regering gevorderd en ingezet voor het vervoer van legervoorraden, troepen en geïnterneerden.
Het bestuur van de toenmalige kolonie besloot in januari 1942 2300 Duitse burgers te verplaatsen van Sibolga in Nederlands-Indië naar Bombay in het toenmalig Brits-Indië. De verplaatsing werd gedaan uit vrees voor het naderende Japanse leger waarmee de Duitsers potentieel zouden kunnen samenspannen.
Twee boten bereikten Bombay. Op 18 januari 1942 verliet de Van Imhoff onder leiding van kapitein Herman Hoeksema de haven als derde en laatste transport. Aan boord bevonden zich naar schatting 477 geïnterneerde Duitse burgers, 62 bewakers en 48 bemanningsleden.
Na vertrek werd de Van Imhoff diezelfde dag getroffen door een torpedo uit een Japans gevechtsvliegtuig. De Nederlandse bewaking en bemanningsleden wisten via reddingsboten het schip te verlaten, maar lieten de Duitsers aan hun lot over. Slechts 65 Duitse gevangenen overleefden de scheepsramp, ruim 411 mannen verdronken of ontnamen zichzelf ter plekke het leven. De overlevenden spoelden aan op het eiland Nias, ten westen van van Sumatra. Hier werden zij, na een kortstondige machtsovername, opnieuw gevangen gezet door de Nederlandse autoriteiten op het eiland.
Onder de slachtoffers bevonden zich opmerkelijk veel Duitse Joden en anti-nationaalsocialisten wier staatsburgerschap in Duitsland was afgenomen. Zij waren daarom vanaf 1930 hun thuisland ontvlucht om in Nederlands-Indië bescherming te vinden. Tijdens de Tweede Wereldoorlog werden zij beschouwd en behandeld als gewone Duitse burgers en ook in interneringskampen vastgezet.

## Nasleep
Jaren na de ramp werd onder meer de Nederlandse overheid verweten moedwillig informatie achter te hebben gehouden over het drama. Hierdoor wordt het door sommigen beschouwd als een van de grootste Nederlandse doofpotaffaires van na de Tweede Wereldoorlog.
Op 19 januari 1942 werd in een geheim codebericht de mededeling gedaan dat de eerste twee transporten op 7 en 10 januari in Brits-Indië waren aangekomen en dat op 16 januari een derde en laatste transport uit Nederlands-Indië vertrok. Verder werd in dit bericht melding gemaakt van de aankondiging dat de evacuatie uit Nederlands-Indië een week later gepubliceerd zou worden, waarbij het feit dat de laatste groep onderweg is, zou worden verzwegen. Op de Van Imhoff waren veel te krappe en te lage kooien met te veel gevangenen; er was te weinig drinkwater; er waren geen sanitaire voorzieningen; er waren onvoldoende reddingmiddelen; er was geen bewapening aan boord.
De affaire moest koste wat het kost geheim worden gehouden om het bestuur in Batavia, Londen en later in Den Haag niet in verlegenheid te brengen, wat blijkt uit een zeer geheime correspondentie uit 1942 tussen gouverneur Van Starkenborgh in Batavia en minister Van Kleffens in Londen. Hierin schrijft Van Starkenborgh:
Daar vele geruchten reeds de omloop deden ook onder Duitsche vrouwen dat schip met geïnterneerden vergaan en aangezien het voorts ongewenscht is publicatie langer uit te stellen wegens kans eerder bericht buitenlandsche radio, is heden een korte verklaring uitgegeven dat een transport het voorwerp van Japansche actie is geworden welke een groot aantal slachtoffers heeft geëischt. Over behoud bemanning en bewaking is opzettelijk niets gezegd teneinde verkeerden indruk buitenland te vermijden.
De leden van bewakingsdetachement, destijds aan boord van de Van Imhoff, kregen een spreekverbod opgelegd over deze gebeurtenis. De affaire kwam echter toch via Duitsland naar buiten via enkele overlevenden van de groep van het eiland Nias. Na publicatie in Duitse kranten werd er in 1943 ook uitgebreid in Nederlandse kranten over bericht.. Er volgden geen represailles van de toenmalige Duitse bezetter omdat de KPM in een brief had bericht dat men er alles aan had gedaan om de overlevenden te hulp te schieten en dat dit bewust was verzwegen. Nadat duidelijk werd dat dit toch anders lag, viel de Duitse bezetter het KPM-kantoor binnen en nam een kleine 30 mensen gevangen die op transport werden gezet. Ook moest KPM 4 miljoen gulden schadevergoeding betalen aan de nabestaanden. Dat geld verdween in de partijkas en de nabestaanden hebben er nimmer iets van teruggezien. KPM vorderde dit bedrag later terug van de Nederlandse overheid omdat die hen immers had gedwongen hun schepen ter beschikking te stellen. Via een belastingdeal - het in mindering brengen van vennootschapsbelasting - werd aan KPM 2 miljoen gulden terugbetaald.
In 1953 trachtte een Duitse overlevende bij de Nederlandse Justitie in de zaak, met een klacht over moord, een strafvervolging in te laten stellen. Ondanks twee jaar onderzoek werd de zaak uiteindelijk geseponeerd onder verwijzing naar de door kapitein Hoeksema van de Van Imhoff op 4 februari 1942 in Tandjong Priok aan de havenmeester afgelegde scheepsverklaring, waarin Hoeksema stelde dat men sloepen had achtergelaten die de Duitse gevangenen hadden kunnen gebruiken en tevens vlotten te water had gelaten waarvan de Duitse gevangenen echter geen gebruik hadden gemaakt.
Toen de VARA in 1965 een in opdracht van Herman Wigbold door Dick Verkijk vervaardigde filmdocumentaire wilde uitzenden in de actualiteitenrubriek Achter het Nieuws over deze kwestie, werd de uitzending door toenmalig televisiecommissaris Jan Willem Rengelink verboden. De politiek had, gealarmeerd door de interviews met Verkijk, contact opgenomen met de VARA om de onwenselijkheid van een dergelijke documentaire te benadrukken. De omstreden documentaire werd opgeborgen en raakte zoek.
Verkijk, verontwaardigd over deze gang van zaken, publiceerde zijn onderzoeksresultaten in Het Parool van 16 april 1965. Hij werd op staande voet ontslagen.
Daarna plaatste het Duitse Der Spiegel twee uitgebreide artikelen met foto’s en ooggetuigenverslagen. Op daarop volgende kamervragen liet de minister van Defensie Piet de Jong weten dat reeds in 1956 aan de Duitse Bondsregering was medegedeeld dat geen strafvervolging zou plaatsvinden in deze kwestie en dat er geen onjuiste beslissingen waren genomen en dus geen grond aanwezig was voor een strafrechtelijke vervolging tegen de gezagvoerder van de Van Imhoff. De Jong besloot, na verdere vragen uit de Eerste Kamer, alle stukken over de Van Imhoff over te dragen aan het Rijksinstituut voor Oorlogsdocumentatie en vroeg militair historicus K.W.L. Bezemer de affaire te onderzoeken.
In december 2017 zond omroep BNN-VARA dit verhaal in een documentaire-drieluik alsnog uit.

## Nieuw onderzoek
In 2021 werd besloten een door de Nederlandse regering gefinancierd en door het Nederlands Instituut voor Militaire Historie (NIMH) uit te voeren hernieuwd onderzoek te doen naar de scheepsramp, de internering van Duitse burgers in Nederlands-Indië en de nasleep voor nabestaanden. De onderzoeksperiode duurt van 2022 tot 2024.